# Vuelta Ciclista de Chile 1999
La 22.ª edición de la Vuelta Ciclista de Chile fue un evento deportivo que se llevó a cabo del 11 al 21 de marzo de 1999 en Chile.  

## Etapas

### 11-03-1999:Santiago (Circuito "Avenida Merino Benítez")(4 km)
| Posición | Prólogo                 | Prólogo | Clasificación general   | Clasificación general |
| Posición | Nombre                  | Tiempo  | Nombre                  | Tiempo                |
| -------- | ----------------------- | ------- | ----------------------- | --------------------- |
| 1.       | Márcio May              | 4.47    | Márcio May              | 4.47                  |
| 2.       | Luis Fernando Sepúlveda | +0.02   | Luis Fernando Sepúlveda | +0.02                 |
| 3.       | Richard Rodríguez       | +0.07   | Richard Rodríguez       | +0.07                 |

### 12-03-1999:Santiago—El Tabo(137.4 km)
| Posición | Etapa 1           | Etapa 1 | Clasificación general   | Clasificación general |
| Posición | Nombre            | Tiempo  | Nombre                  | Tiempo                |
| -------- | ----------------- | ------- | ----------------------- | --------------------- |
| 1.       | Fabio Veloso      | 3:13.43 | Márcio May              | 3:18.30               |
| 2.       | Pedro Pablo Pérez | +0.04   | Luis Fernando Sepúlveda | +0.02                 |
| 3.       | Ángel Pérez       | +0.06   | Richard Rodríguez       | +0.07                 |

### 13-03-1999:El Tabo—San Fernando(164.3 km)
| Posición | Etapa 2          | Etapa 2 | Clasificación general | Clasificación general |
| Posición | Nombre           | Tiempo  | Nombre                | Tiempo                |
| -------- | ---------------- | ------- | --------------------- | --------------------- |
| 1.       | Olivier Trastour |         | Olivier Trastour      | 3:18.30               |
| 2.       |                  |         | Ángel Pérez           | +0.45                 |
| 3.       |                  |         | Pedro Pablo Pérez     | +0.45                 |

### 14-03-1999:Curicó—Constitución(173.3 km)
| Posición | Etapa 3      | Etapa 3 | Clasificación general   | Clasificación general |
| Posición | Nombre       | Tiempo  | Nombre                  | Tiempo                |
| -------- | ------------ | ------- | ----------------------- | --------------------- |
| 1.       | Luis Romero  |         | Olivier Trastour        | 11:24.45              |
| 2.       | Jaime Bretti | +0.24   | Luis Romero             | +0.26                 |
| 3.       |              |         | Luis Fernando Sepúlveda | +0.45                 |

### 15-03-1999:Cauquenes—San Pedro de la Paz(149.4 km)
| Posición | Etapa 4           | Etapa 4 | Clasificación general   | Clasificación general |
| Posición | Nombre            | Tiempo  | Nombre                  | Tiempo                |
| -------- | ----------------- | ------- | ----------------------- | --------------------- |
| 1.       | Víctor Garrido    | 3:49.31 | Olivier Trastour        | 15:14.26              |
| 2.       | Ángel Pérez       | +0.04   | Luis Romero             | +0.26                 |
| 3.       | Richard Rodríguez | +0.06   | Luis Fernando Sepúlveda | +0.42                 |

### 16-03-1999:Concepción—Los Ángeles(139.9 km)
| Posición | Etapa 5           | Etapa 5 | Clasificación general | Clasificación general |
| Posición | Nombre            | Tiempo  | Nombre                | Tiempo                |
| -------- | ----------------- | ------- | --------------------- | --------------------- |
| 1.       | Ángel Pérez       | 3:49.31 | Olivier Trastour      | 18:43.39              |
| 2.       | Víctor Garrido    | +0.04   | Luis Romero           | +0.26                 |
| 3.       | Pedro Pablo Pérez | +0.06   | Ángel Pérez           | +0.36                 |

### 17-03-1999:Los Ángeles—Chillán(135 km)
| Posición | Etapa 6           | Etapa 6 | Clasificación general | Clasificación general |
| Posición | Nombre            | Tiempo  | Nombre                | Tiempo                |
| -------- | ----------------- | ------- | --------------------- | --------------------- |
| 1.       | Víctor Garrido    | 3:08.50 | Olivier Trastour      | 21:52.39              |
| 2.       | Ángel Pérez       | +0.04   | Luis Romero           | +0.26                 |
| 3.       | Pedro Pablo Pérez | +0.06   | Víctor Garrido        | +0.29                 |

### 18-03-1999:Chillán—Talca(158.4 km)
| Posición | Etapa 7          | Etapa 7 | Clasificación general | Clasificación general |
| Posición | Nombre           | Tiempo  | Nombre                | Tiempo                |
| -------- | ---------------- | ------- | --------------------- | --------------------- |
| 1.       | Alberto Riquelme | 3:38.36 | Olivier Trastour      |                       |
| 2.       | Franck Tognini   | +0.04   | Ángel Pérez           |                       |
| 3.       | Ángel Pérez      | +0.04   | Luis Romero           |                       |

### 19-03-1999:Talca—Curicó(97.5 km)
| Posición | Etapa 8-A         | Etapa 8-A | Clasificación general | Clasificación general |
| Posición | Nombre            | Tiempo    | Nombre                | Tiempo                |
| -------- | ----------------- | --------- | --------------------- | --------------------- |
| 1.       | Joél Mariño       | 1:59.38   |                       |                       |
| 2.       | Pedro Pablo Pérez | +0.02     |                       |                       |
| 3.       | Ángel Pérez       | +0.04     |                       |                       |

### 19-03-1999:Cruce Curicó—El Plumero(20 km)
| Posición | Etapa 8-B               | Etapa 8-B | Clasificación general   | Clasificación general |
| Posición | Nombre                  | Tiempo    | Nombre                  | Tiempo                |
| -------- | ----------------------- | --------- | ----------------------- | --------------------- |
| 1.       | Luis Fernando Sepúlveda | 25.10     | Luis Fernando Sepúlveda | 27:57.00              |
| 2.       | Márcio May              | 25.51     | Márcio May              | +0.45                 |
| 3.       | Marco Arriagada         | 25.58     | Luis Romero             | +1.17                 |

### 20-03-1999:Curicó—Isla de Maipo(200 km)
| Posición | Etapa 9          | Etapa 9 | Clasificación general   | Clasificación general |
| Posición | Nombre           | Tiempo  | Nombre                  | Tiempo                |
| -------- | ---------------- | ------- | ----------------------- | --------------------- |
| 1.       | Joél Mariño      | 25.10   | Luis Fernando Sepúlveda | 27:57.00              |
| 2.       | Ángel Pérez      | +0.04   | Márcio May              | +0.45                 |
| 3.       | Alberto Riquelme | +0.06   | Luis Romero             | +1.17                 |

### 21-03-1999:Santiago (Circuito "Providencia")(71.4 km)
| Posición | Etapa 10          | Etapa 10 | Clasificación general   | Clasificación general |
| Posición | Nombre            | Tiempo   | Nombre                  | Tiempo                |
| -------- | ----------------- | -------- | ----------------------- | --------------------- |
| 1.       | Ángel Pérez       | 1:32.34  | Luis Fernando Sepúlveda | 33:51.12              |
| 2.       | Pedro Pablo Pérez | —        | Márcio May              | +0.45                 |
| 3.       | Franck Tognini    | —        | Luis Romero             | +1.17                 |

## Clasificación final
| POSICIÓN | CICLISTA                | EQUIPO                  | TIEMPO   |
| -------- | ----------------------- | ----------------------- | -------- |
| 1.       | Luis Fernando Sepúlveda | Bliss Sport             | 33:51.12 |
| 2.       | Márcio May              | Caloí-Parana            | + 0.45   |
| 3.       | Luis Romero             | Equipo Nacional de Cuba | + 1.17   |
| 4.       | Pedro Pablo Pérez       | Equipo Nacional de Cuba | + 1.33   |
| 5.       | Marco Arriagada         | Bliss-Sport             | + 1.42   |
| 6.       | Hernandes Cuadri        | Caloí-Parana            | + 1.52   |
| 7.       | Olivier Trastour        | Aix-en-Provence         | + 2.03   |
| 8.       | Ángel Pérez             | Ekono-Zuko              | + 2.11   |
| 9.       | Richard Rodríguez       | Bliss-Sport             | + 2.23   |
| 10.      | Francisco Cabrera       | San Fernando            | + 2.32   |